# Helipterum virgatum
Helipterum virgatum là một loài thực vật có hoa trong họ Cúc. Loài này được (Willd.) DC. mô tả khoa học đầu tiên năm 1838.